# José Carlos García
José Carlos García Méndez es un jugador guatemalteco nacido el 16 de febrero de 1993, originario de Nueva Concepción, Escuintla, Guatemala, que ha tenido participación en la Copa Mundial de Fútbol Sub-20 de 2011. Actualmente milita en el club Xelajú Mario Camposeco de la Liga Nacional de Guatemala.

## Trayectoria
Se desempeña como portero y ha tenido participación en equipos de la Liga Nacional de Guatemala, entre ellos Deportivo Nueva Concepción, Deportivo Mictlán, Juventud Escuintleca, Cobán Imperial y su actual equipo es Xelajú MC.

## Clubes
| Club                       | País      | Año           |
| -------------------------- | --------- | ------------- |
| Deportivo Nueva Concepción | Guatemala | 2011 - 2012   |
| Deportivo Mictlán          | Guatemala | 2012 - 2013   |
| Juventud Escuintleca       | Guatemala | 2013-2014     |
| Deportivo Mictlán          | Guatemala | 2014-2015     |
| Cobán Imperial             | Guatemala | 2015-2016     |
| Xelajú MC                  | Guatemala | 2016-presente |